# التهاب اللقيمة
اللقيمة هي نتوء عظمي جانب لقمة وهي نهاية مفصلية لعظم شكلها دائري. واللقيمة الأكثر شيوعاً تقع على مستوى الكوع أسفل عظمة العضد. تظهر على هذا المستوى أوتار عضلات الساعد التي تتعرض للالتهاب ما يؤدي لآلام وتُعرف هذه الحالة بالتهاب اللقيمة. تُعزى هذه الحالة إلى الحركات والانقباضات المتكررة للعضلات التي تقع داخل الساعد.
قد تسبب بعض النشاطات الرياضية مثل البولنغ والغولف والتزلّج التي تتطلّب الثني المتكرر للمعصم والساعد التهاب اللقيمة. إن رياضة كرة المضرب خير دليل على هذا المرض الذي يُعرف أيضاً «بالتهاب مرفق لاعب التنس». كما أن أعراض التهاب اللقيمة هي نفسها عند التهاب الوتر الذي يمر باللقمة الانسية وتسمى هذه الحالة «التهاب البُكيرة».

## الأعراض
تتمثل أعراض التهاب اللقيمة في:
- ألم حاد في عظمة الكوع الخارجية وقد ينتشر الألم في الطرف العلوي حتى الذراع.
- حركة بطيئة ومحدودة بسبب الألم.
- ألم شديد عند لمس المرفق الخارجي.

## التشخيص
تشخيص الأشعة السينية للكوع طبيعي في أغلب الحالات. والتصوير بالرنين المغناطيسي طبيعي في كثير من الأحيان أيضا، مع أنه قد تظهر في الوتر المصاب بعض التغييرات غير الطبيعية عند بعض المرضى. و قد تُجرى فحوصات أخرى،  كدراسة التوصيل العصبي، إذا كان حول التشخيص التباس.
ولألم الجزء الخارجي من الكوع أسباب أخرى منها عدم استقرار المفصل، والتهاب مفصل الكوع،  أعراض هذه الحالات عادة ما تكون متميزة، ولكنها الأمر قد يكون مربكا. وينبغي النظر في هذه الظروف في حال كانت الأعراض ليست نموذجية لالتهاب اللقيمة الوحشية للكوع أو إذا كان المريض لا يستجيب للعلاج.

## العلاج
يمكن علاج التهاب المرفق الخارجي بإراحة الساعد وذلك بمحاولة تفادي إجهاد العضلات المعنية، التوقف عن الحركات التي تستدعي بسط اليد (أو التقليل منها قدر المستطاع)، وضع دعامة حول الرسغ أو طوق حول القسم القريب (promixal).أو وضع قالب ثلج على منطقة الألم واستعمال سندات خاصة وتناول المسكنات والأدوية المضادة للالتهاب لتخفيف الألم.
لحقن الستيرويد والعلاج الطبيعي دور فعال في القضاء على الألم والاتهاب، وفي حال كانت إصابة الوتر بالغة فلا بد من اللجوء إلى الخيار الجراحي حيث هناك نسبة صغيرة من المرضى الذين يحتاجون في نهاية المطاف للتدخل الجراحي. وهذا الإجراء يكون بعد فشل العلاج المحافظ (أي بعد مرور 12 شهرا).

## الوقاية
للوقاية من التهاب اللقيمة يجب تفادي العوامل التي تؤدي إلى التهاب الأوتار مثل عدم التحمية أو شد العضلات قبل ممارسة أي نشاط رياضي أو جسدي.